# Fatoumata Djau Baldé
Fatoumata Djau Baldé est une femme politique bissau-guinéenne.
En 2002, elle est secrétaire d'État du tourisme puis secrétaire d'État de la Solidarité sociale et de l'emploi. Elle est la ministre des Affaires étrangères en 2003.